# 根本莞爾
根本 莞爾（ねもと かんじ、万延元年9月15日（1860年10月28日） - 昭和11年（1936年）12月14日）は日本の植物学者である。 牧野富太郎と共著の『日本植物総覧』を執筆した。

## 生涯
陸奥国本吉郡（現宮城県）に生まれた。東京師範学校を卒業後、長野師範学校、福島師範学校の教諭を務めた。福島県の植物調査に加わった。福島県の県花で、自生地が国の天然記念物「吾妻山ヤエハクサンシャクナゲ自生地」として指定されているネモトシャクナゲ（学名：Rhododendron brachycarpum D.Don ex G.Don f. nemotoanum (Makino) Murata）は1903年に吾妻山で根本の教えを受けた中原源治が採集し、根本の名前が命名された。1910年から1936年まで、帝室博物館（現在の東京国立博物館）の嘱託として標本整理に従事し、1925年に『日本植物総覧』を執筆した。